# Alfons Gaßner
Alfons Gaßner (* 7. Dezember 1923 in Gerzen; † 23. September 2001 in München) war ein deutscher Politiker (BP, CSU).

## Leben und Beruf
Gaßner, der römisch-katholischen Glaubens war, legte 1942 das Notabitur ab und nahm anschließend als Soldat am Zweiten Weltkrieg teil. Er wurde verwundet und geriet in sowjetische Kriegsgefangenschaft, aus der er fliehen konnte. Am 28. April 1945 nahm er an Aktivitäten der Freiheitsaktion Bayern teil. 1946 holte er das reguläre Abitur nach und nahm ein Studium der Rechtswissenschaften an der Universität München auf, das er 1950 abschloss. Von 1952 bis 1963 arbeitete er als Werbeleiter in der Industrie, um anschließend in die staatliche Lotterieverwaltung überzuwechseln. Im Februar 1968 wechselte er als Organisationsbeauftragter für den Regierungsbezirk Niederbayern zu einem Versicherungsunternehmen.
Gaßner wurde mit dem Bayerischen Verdienstorden ausgezeichnet.

## Politik
Gaßner gehörte zunächst von 1945 bis 1947 der CSU an und trat dann zur Bayernpartei über, deren Bezirksvorsitzender in Niederbayern er von 1958 bis 1966 war. Ab 1961 war er stellvertretender Landesvorsitzender. Am 12. Juli 1966 trat er aus der Bayernpartei aus und kehrte zur CSU zurück.
Von 1950 bis 1966 und von 1969, als er für Karl Fuchs, der in den Deutschen Bundestag gewählt worden war, nachrückte, bis 1974 gehörte er dem Bayerischen Landtag an. Der Landtag wählte ihn zum Mitglied der Bundesversammlungen 1949, 1954, 1959 und 1969. Er war von 1952 bis 1966 Kreistagsabgeordneter im Landkreis Vilshofen. Ursprünglich für die Bayernpartei gewählt, trat er mit seinem Parteiwechsel im Juli 1966 auch in die CSU-Fraktion ein.
Vom 21. Mai 1971 bis 1974 war er zudem Richter am Bayerischen Verfassungsgerichtshof.